# Aby with Greenfield
Aby with Greenfield est une paroisse civile du Lincolnshire, en Angleterre. Elle comprend les villages d'Aby et de Greenfield.